# سعيد البدواوي
سعيد محمد البدواوي (مواليد 15 يونيو 1980) لاعب كرة قدم إماراتي يجيد اللعب كحارس مرمى.

## مسيرة اللاعب
لعب سابقاً مع نادي حتا و وقع مع نادي مسافي في عام 2017 .